# Байронизм

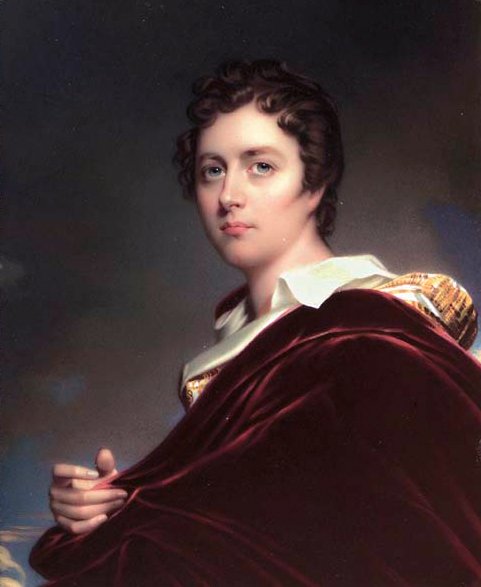
Лорд Байрон — кумир европейской публики конца 1810-х и начала 1820-х

Байронизм — романтическое течение в континентальной европейской литературе начала XIX века, которое возникло под влиянием английского поэта Джорджа Байрона. Для байронистов свойственно разочарование в обществе и мире, настроения «мировой скорби», резкий разлад между поэтом и окружающими, культ сверхчеловека (под определение которого идеально подходил Наполеон). Лирический герой их произведений получил название байронического.

## Предпосылки
События Великой французской революции потрясли Европу, однако революция не оправдала возлагавшихся на неё надежд и повела к крушению идеалов, которыми жила эпоха Просвещения. После падения Наполеона и создания Священного союза по Европе распространился дух мрачной реакции. От этого пессимистическое настроение романтически настроенной части общества ещё более усилилось.
Годы, предшествовавшие появлению в Европе французских переводов Байрона, были ознаменованы расцветом поэзии «мировой скорби». Шатобриан в лице своего альтер эго Рене создал новый вариант скорбящего и разочарованного жизнью героя, придав ему черты демонизма, гордости, загадочности, непримиримости. В подражание Рене появились сходные типы — Оберман Сенанкура (1804) и Адольф Бенжамена Констана (1816). Ещё Пушкин справедливо видел в них предшественников Байрона.

## Популярность Байрона в Европе
Байрон был, вероятно, первой суперзвездой современного типа. В нём сошлось всё, что выводит на первые полосы газет и в заголовки теленовостей. Родовитость — как у принца Чарльза, богатство — как у Гетти, красота — как у Алена Делона, участь изгнанника — как у Солженицына, причастность к революциям — как у Че Гевары, скандальный развод — как у Вуди Аллена, слухи о сексуальных отклонениях — как у Майкла Джексона. Не забудем и талант.— Пётр Вайль. «Гений места»
Вся Европа следила за каждым шагом скандально известного кумира. Поэту нравилось рисоваться перед публикой, фраппировать её своими нескромными признаниями. Гостиные европейских столиц полнились пересудами о его «неправильной» интимной жизни. «Когда лорд Байрон забывал о своей красоте, он предавался мыслям о своём высоком происхождении», — иронизировал Стендаль. Вот как Шелли описывает время их совместного с Байроном проживания на берегу Женевского озера в 1816 году:

Жители домов, выходивших на озеро напротив дома лорда Байрона, пользовались подзорными трубами, чтобы следить за каждым его движением. Одна английская дама от испуга лишилась чувств, когда он вошёл в гостиную.

## Байронизм в Европе
Как пишет академик М. Н. Розанов, во Франции почти ни один представитель «романтической школы» не избег обаяния Байрона. Наиболее последовательно следовал за Байроном поэт Ламартин, впрочем, воспринимавший мир в гораздо более светлых тонах, чем большинство других байронистов. Альфред де Виньи нашёл в Байроне родственное себе пессимистическое настроение, поэтическое выражение которого он умело использовал для собственных задач. Виктор Гюго воспринял байронизм преимущественно с его оппозиционно-политической стороны, ценя в Байроне всего более певца политической свободы, защитника угнетённых народностей и, в особенности, греков. Альфреду де Мюссе, напротив того, оказались гораздо родственнее меланхолия, разочарование, недовольство собой, душевный разлад, свойственные байроновским героям.
Байронизм созвучен поэзии итальянца Леопарди, который, впрочем, достаточно самобытен, чтобы считаться отдельным представителем настроения «мировой скорби». Наиболее законченным типом байрониста на испанской почве считается Эспронседа. В Германии Генрих Гейне придал героям своих трагедий — Альманзору и Ратклиффу — некоторые черты байроновских типов. В Польше Мицкевич отдал обильную дань увлечению тем, кого Пушкин называл «властителем дум»: например, в «Крымских сонетах» замечаются отзвуки «восточных» поэм Байрона. Другой поляк, Юлиуш Словацкий, в 1832—33 гг. издал шесть поэм во вкусе байроновских: «Гуго», «Змея», «Белецкий», «Араб», «Монах», «Ламбро».

## Байронизм в России
В весьма различной степени и в разнообразнейших оттенках отголоски байронизма проявляются в русской литературе у В. Кюхельбекера, И. Козлова (знавшего многие поэмы Байрона наизусть и переводившего их), А. Полежаева, А. Бестужева-Марлинского, который в многочисленных повестях выводил нередко байронические типы, доведя их до утрировки и ходульности.
Пушкин, живя в ссылке на юге России, по собственному его выражению, «с ума сходил по Байрону»; прочитав его «Корсара», он «почувствовал себя поэтом». Лирико-эпическими поэмами английского поэта навеяны «Кавказский пленник», «Бахчисарайский фонтан», «Цыганы» и отчасти даже «Полтава» (с эпиграфом из Байрона и ссылкой на его «Мазепу»). Своего «Онегина» сам поэт сближал с «Беппо», а ещё чаще с «Дон Жуаном». Однако в целом «мировая скорбь» была мало свойственна жизнерадостной и уравновешенной природе русского поэта.
Грибоедов не был в восторге от Байрона, но своё жизнетворчество с его биографией и литературными опытами всё же соотносил — причём не только как поэт (сочиняя поэму «Странник»), но и как прозаик (работая над путевыми заметками).
«У нас одна душа, одни и те же муки», — писал о Байроне юный Лермонтов. Позднее он называл себя «не Байроном, а другим, неведомым избранником… с русскою душой». В Печорине Лермонтов создал один из самых замечательных вариантов байроновского отщепенца, а в Грушницком — пародию на байронического героя.

## Источник
- Статья М. Н. Розанова из Литературной энциклопедии 1925 года